# 7-mila
7-mila är en årlig längdskidtävling i Sverige mellan orterna Vindeln och Robertsfors. Tävlingen hölls första gången 1964 då loppet vanns av Assar Rönnlund. Ekonomin satte stopp för tävlingen 2001 men 2006 återupptogs den igen.
2007 tvingades tävlingen ställas in på grund av regn och blidväder .